# Olanu
Olanu est une commune roumaine située dans le județ de Vâlcea.